# Ку! Кін-дза-дза
«Ку! Кін-дза-дза» — повнометражний фантастичний анімаційний фільм. Прем'єра відбулася 21 лютого 2013 року, у широкий прокат картина вийшла 11 квітня 2013 року.
Знятий за однойменною повістю Георгія Данелія і Резо Габріадзе, за якою у 1986 році раніше було знято художній фільм «Кін-дза-дза!». Відповідно, мультфільм має багато спільного з фільмом: загальна канва, діалоги, філософський зміст тощо.

## Сценарій
Дія починається в Москві, на початку XXI століття. Всесвітньо відомий віолончеліст Володимир Миколайович Чижов («Дядя Вова») повертається з сольного концерту в консерваторії додому. У районі Москва-Сіті його машина потрапляє в пробку. Не бажаючи чекати, Чижов відправляється додому пішки. Біля будинку його очікує підліток, який розповідає Чижову, що він його племінник з Нижніх Ямок, син двоюрідної сестри Чижова — Олени Царапкіної. Каже, що його звуть Толік і він приїхав до Москви вступати на курси діджеїв і хоче на деякий час оселитися у Чижова будинку. Володимир Миколайович, не знаючи ніякої Олени Царапкіної, приймає Толіка за афериста і намагається від нього позбутися. У цей момент до них підбігає босий чоловік з вінком з ромашок на голові, простягає прилад з кнопками, схожий на стільниковий телефон, і питає: «Скажіть номер вашої галактики в тентурі? Яку кнопку мені натиснути, щоб додому переміститися?». Толік, приймаючи його за наркомана, каже: «Дзвони „03“» . Той заперечує: «„03“ не можна, „03“ — це Плюк», але Толік, не слухаючи його, натискає «03» на приладі. Раптово Чижов і Толік опиняються удвох в пустелі, яку освітлюють два сонця. Вони розуміють, що опинилися на планеті Плюк.
На Плюці герої знайомляться зі мандрівними артистами — чатланином Уефом, пацаком Бі і роботом Абрадоксом, які подорожують на літальному апараті — пепелаці. Вони, як і всі інші жителі цієї планети, володіють телепатією і дуже швидко вчаться говорити російською. Герої дізнаються, що на Плюці є дві основні касти — пацаки і чатлани, приналежність до яких визначається за допомогою особливого приладу — «візатора». Плюк — чатланська планета, і пацаки там знаходяться в підлеглому положенні. Дядя Вова і Толік, згідно візатору, виявляються пацаками. За законом вони повинні носити в носі спеціальний дзвіночок («цак»), а при зустрічі з чатланином виконувати особливе ритуальне присідання з поплескуванням себе по щоках («робити ку»). Також з'ясовується, що на Плюці найбільшою цінністю вважається КЦ — щось, що міститься в звичайних сірниках. На щастя, у Чижова виявляється з собою ціла коробка сірників.
Уеф і Бі домовляються з землянами, що вони доставлять їх додому на Землю, якщо ті дадуть їм в нагороду кілька коробок сірників. Однак з'ясовується, що для того, щоб це зробити, потрібно придбати особливе пристрій, що дозволяє пепелаца переміщатися на інші планети, — Гравіцаппа. Уеф вирішує продати один сірник місцевим контрабандистам, щоб придбати цей пристрій. Однак контрабандисти хочуть вести переговори не з Уефом або Бі, а з власником сірників — Чижовим. У підсумку вони обманюють Чижова, викрадають у нього всі сірники і відлітають.
Толік, який завдяки випадку зберіг один сірник, переконує артистів відвезти їх до столиці Плюка, щоб там придбати Гравіцаппу і втілити їх план. У столичному «планетарії» вони дізнаються координати Землі. Крім того, Толіку з «планетарію» вдається подзвонити своїй матері в Нижні Ямки. Під час розмови, яка відбувається по гучномовному зв'язку, Чижов впізнає в матері Толіка свою двоюрідну сестру Олену, яка до шлюбу мала інше прізвище. Він визнає Толіка як свого племінника. Після низки пригод, в яких Абрадоксу вдається заволодіти Гравіцаппою, він разом з Чижовим, Уефом, Бі і Толіком відправляються в космічний політ на пепелаці. Однак артисти відвозять Чижова і Толіка не на Землю, а на неживу планету Хануд, на якій навіть вміст кисню становить лише 30 % від норми. Артисти пояснюють героям, що, згідно з координатами, Земля знаходиться в «антітентурі» і потрапити туди на пепелаці, навіть оснащеним Гравіцаппою, — неможливо. Як альтернативу артисти пропонують Чижову і Толіку спільне підприємство — заробити гроші виступами, купити планету Хануд і повітря до неї, а потім влаштувати там власне деспотичне правління над майбутніми переселенцями. Перспектива ніколи не повернутися на Землю призводить героїв у зневіру, і вони намагаються покінчити життя самогубством. У цей момент на Хануд з'являється босонога людина з вінком з ромашок і повертає Чижова і Толіка на Землю.
Повторюється сцена знайомства Чижова з Толіком, коли той намагається відв'язатися від надокучливого малолітнього афериста. Раптово повз них проїжджає снігоприбиральна машина з помаранчевим проблисковим маячком. Обидва мимоволі роблять ритуал «ку» і згадують всі свої пригоди. Чижов дозволяє Толіку і його мамі жити у себе вдома.

## Ролі озвучили
- Микола Губенко — Володимир Миколайович Чижов
- Іван Цехмістренко — Толік Царапкін
- Андрій Леонов — чатланин Уеф
- Олексій Колган — пацак Бі / Кир, чатланин з транклюкатором
- Олександр Адабашьян — робот Абрадок
- Георгій Данелія — мандрівник Ромашка / Діоген, пацак в бочці
- Ігор Кваша — карусельник Ик
- Ірина Девляшова — Ліда Лізякіна
- Поліна Кутепова — Олена Іванівна Царапкін, мама Толіка
- Маргарита Расказова — астрономша
- Ігор Санніков — дідок на візку
- Алла Саннікова — старенька на візку
- Вікторія Радунська — старенька в планетарії
- Вахтанг Кікабідзе — Трац, ватажок контрабандистів
- Галина Данелія — Фрося

## Знімальна група
Художній керівник проекту: Георгій Данелія 
Автори сценарію: Георгій Данелія, Олександр Адабашьян, Андрій Усачов. За участю Тетяни Ільїної та Ігоря Ахмедова 
Режисери-постановники: Георгій Данелія, Тетяна Ільїна 
Режисери епізодів: Васик Бедошвілі, Едуард Бєляєв, Тетяна Ільїна, Олексій Штихін, Костянтин Щокін.
Асистенти режисера: Світлана Алексашина, Ірина Лярська.

## Музика та звук
Всі основні музичні теми художнього фільму «Кін-дза-дза!» (1986), створені композитором Гією Канчелі, перейшли і в анімаційну версію. Крім того, Канчелі написав і абсолютно нові теми для мультиплікаційного фільму. Також в мультфільмі для пісні «фітюлька» («Чікіта-Чікіта-Чікіта-Чікіта-ча») використана перероблена музика Гія Канчелі з початкових титрів фільму Г. Данелія «Сльози капали» (1982).
Композитор: Гія Канчелі 
Виконує музику: Державний симфонічний оркестр кінематографії під керівництвом диригента Сергія Скрипки
Звукорежисери: Павло Доурелі, Катерина Попова 
Звукорежисер Аніматика: Денис Баранов.

## Продюсери
Виконавчий продюсер: Георгій Гітіс 
Продюсери: Сергій Сельянов, Костянтин Ернст, Леонід Ярмольник, Юрій Кушнерьов, Олег Уруша
Супервайзер: Костянтин Щокін.
Лінійні супервайзери: Євгенія Долинина, Ольга Шмикова.
Монтаж: Сергій Мінакін.
Монтаж Аніматика: Михайло Аранишев, В'ячеслав Бойков, Павло Савчук.

## Художники
Художник-постановник — Олександр Храмцов
Концепти фонів: Олексій Андрєєв 
Координатор з фонам: Надія Паргачева.
Ведучий художник по фонам: Олексій Чистов.
Художники по фонам: Олексій Андрєєв, Олена Донська, Валерій Кожин, Наталія Мазевіч, Надія Паргачева.
Концепти персонажів: Олександр Храмцов.
Художники по персонажам: Микола Кращін, Аркадій Петров, Олег Гідан, Ольга Новосьолова.
Скульптор: Максим Гладика.
Провідні аніматори: Ілля Шекіладзе, Євген Іванов.
Головний промальовщик: Сергій Холчев. 
Провідні промальовщики: Світлана Давидова, Марина Ігнатенко.
Художник по тіням: Юлія Санчес-Перес.
3D моделювання, сетап, рендер: Ян Зубарєв.
3D аніматори: Денис Журавльов, Сергій Кулігін.
Редактор: Валерій Федорович.
Кастинг: Олена Габец.
Директор картини: Ірина Рактіянська.
А також: Агумурад Аманов, Ольга Антоненко, Ксенія Антоненко, Максим Должанський, Аліса Доніка, Сергій Іванов, Ірина Ковтун, Сергій Кротенко, Наталія Куликова, Поліна Мінаєва, Юрій Пронін, Катерина Савіна, Рене Хобуа.

## Історія створення
Фільм був запущений у виробництво 12 лютого 2005 року.
У 2006 році між департаментом культури і мистецтва ХМАО (замовник) та ТОВ «Кінокомпанія „Югра-Фільм“» (виконавець) було укладено державний контракт на надання послуг з виробництва мультфільму «Кін-дза-дза». З бюджету Ханти-Мансійського автономного округу кінокомпанії «Югра-фільм» була виділено 56 млн рублів (40 % кошторисної вартості), інші 60 % (84 млн рублів) були обіцяні ВАТ «Продюсерська кінотелевізійна компанія „Ритм“».
Спочатку над проектом працювало близько 60 осіб. Проте в грудні 2008 року повністю припинилося фінансування з боку «Югра-Фільм» і, за словами Георгія Данелія, довелося розпустити людей, здати приміщення і техніку.
У 2009 році, щоб не руйнувати ідею і зберегти працю і гроші, витрачені на фільм, Георгій Данелія з групою ентузіастів вирішили закінчити картину у вигляді ескізу. У грудні 2009 року фільм був випущений у вигляді лімітованої анімації (3000 малюнків, реплік, шумів, музики). Диск з фільмом був переданий до Департаменту кінематографії Міністерства культури РФ, де члени експертної комісії позитивно оцінили роботу, рекомендували продовжити роботу над фільмом і закінчити в тому вигляді, яким він був задуманий.
За словами Георгія Данелія, в 2010 році фінансові труднощі були улагоджені. Змінилися продюсери мультфільму — замість кінокомпанії «Югра-Фільм» ними стали «Перший канал», кінокомпанія СТВ і актор Леонід Ярмольник. З 2010 року первісний інвестор фільму в особі Департаменту культури ХМАО намагався через суд повернути 106 млн рублів, які були виділені кінокомпанії «Югра-Фільм» на створення художнього фільму «Князь Меншиков» і мультфільму «Кін-дза-дза». За контрактом фільми мали бути здані до 15 листопада 2009 року, але це зроблено не було. У підсумку, 20 серпня 2012 року Арбітражний суд ХМАО ухвалив стягнути з кінокомпанії «Югра-Фільм» на користь Департаменту культури ХМАО 115300000 рублів.
17 квітня 2012 було опубліковано Розпорядження Уряду РФ № 502-р, в якому Міністерству культури РФ наказувалося «вжити в установленому порядку заходів для завершення до 1 січня 2013 р. виробництва фільму «Кін-дза-дза». За словами продюсера мультфільму С. Сєльянова, картина повинна була бути закінчена до листопада 2012 року і вийти на екрани на початку 2013 року. На XIV Міжнародному форумі «Кіно Експо» 2012 було оголошено, що прем'єра фільму відбудеться 21 лютого 2013. Однак у січні 2013 року Георгій Данелія повідомив, що фільм вийде в квітні 2013, пояснивши це виключно рішенням прокатників. На сайті кінокомпанії СТВ дата виходу в прокат була змінена на 11 квітня 2013 року.
Протягом зйомок неодноразово змінювалась назва мультфільму. На початковому періоді картину називали «мультфільм „Кін-дза-дза“» або «анімаційна версія „Кін-дза-дза“». Пізніше мультфільм почали називати «Кін-дза-дза-дза». Причому написання цієї назви в різних джерелах відрізнялося: «Кін-дза-дза-дза!», «Кін-дза-дза. Дза!» і «КінДзаДза-Дза!». Потім з'явилася інформація, що мультфільм буде називатися «Ку!». Пізніше на сайті кінокомпанії назва мультфільму змінилося на «Ку! Кін-дза-дза-дза». І, нарешті, в грудні 2012 року вийшов офіційний трейлер мультфільму, де назву було вказано як «Ку! Кін-дза-дза», після чого ця назва стала вказуватися також на сайті кінокомпанії та на сайті прокатника картини.
21 лютого 2013 року у вітальні «Меркурій-клубу» відбулася прем'єра мультфільму в рамках засідання Торгово-промислової палати РФ під головуванням Є. М. Примакова, присвяченого творчості Георгія Данелія.

## Цікаві факти
Андрій Леонов, який озвучив Уефа, є сином Євгена Леонова, який зіграв Уефа у фільмі «Кін-дза-дза!».
Леонід Ярмольник, що став продюсером мультфільму, у фільмі «Кін-дза-дза!» мав зіграти інопланетянина, спекулює космічної пилом. Однак тоді до фільму ця роль не увійшла.
Прообразом Толіка став підліток, якого художник-постановник Олександр Храмцов побачив у метро.
За словами Георгія Данелія, прообразом віолончеліста Чижова став Мстислав Ростропович.
Через тривалі зйомки виникли проблеми з озвученням персонажа Толіка. Іван Цехмістренко — учень підмосковної школи, який його озвучував, за час зйомок встиг закінчити школу, піти в армію і повернутися з неї. Відповідно, за ці роки голос у нього сильно змінився. Оскільки періодично було потрібно записати нові репліки, доводилося адаптувати його голос технічними засобами.
Для Ігоря Кваші роль карусельника Ика виявилася останньою. Кілька фраз персонажа він так і не встиг озвучити, їх довелося договорити іншому артистові.
Режисер мультфільму Георгій Данелія під час зйомок мультфільму побоювався, що картину можуть заборонити: «Адже голову планети, як і в першому фільмі, звуть ПЖ, а тепер можуть сказати, що ми мали на увазі Партію шахраїв …»
Персонаж Толік приїхав до Москви з вигаданого міста Нижні Ямки, а в місті Верхні Ямки відбувається дія іншого фільму Георгія Данелія — «Тридцять три».
У титрах мультфільму вказаний Рене Хобуа — будівельник з Грузії, якого Георгій Данелія традиційно вказує в титрах своїх картин, при тому, що він ніякого відношення до цих картин не має.